# Seznam dílů seriálu Mech-X4
Toto je seznam dílů seriálu Mech-X4.

## Přehled řad
| Řada | Díly | Premiéra v USA     | Premiéra v USA | Premiéra v ČR    | Premiéra v ČR     |
| Řada | Díly | První díl          | Poslední díl   | První díl        | Poslední díl      |
| ---- | ---- | ------------------ | -------------- | ---------------- | ----------------- |
| 1    | 15   | 11. listopadu 2016 | 1. května 2017 | 2. prosince 2019 | 20. prosince 2019 |
| 2    | 20   | 9. září 2017       | 20. srpna 2018 | 6. ledna 2020    | 31. ledna 2020    |

## Seznam dílů

### První řada (2016-2017)
| Č. v seriálu | Č. v řadě | Původní název                 | Režie            | Scénář                                                                     | Premiéra v USA     | Premiéra v ČR     | Prod. kód |
| ------------ | --------- | ----------------------------- | ---------------- | -------------------------------------------------------------------------- | ------------------ | ----------------- | --------- |
| 1            | 1         | Let's Call It Mech-X4!        | Zach Lipovsky    | Steve Marmel                                                               | 11. listopadu 2016 | 2. prosince 2019  | 101-102   |
| 2            | 2         | Let's Get Some Air!           | Adam Stein       | Anupam Nigam                                                               | 12. listopadu 2016 | 3. prosince 2019  | 103       |
| 3            | 3         | Let's Open The Monster Heart! | Adam Stein       | námět: George Strayton scénář: Steve Marmel                                | 13. listopadu 2016 | 4. prosince 2019  | 104       |
| 4            | 4         | Let's Be Idiots!              | Kaare Andrews    | Michael Rowe                                                               | 27. listopadu 2016 | 5. prosince 2019  | 105       |
| 5            | 5         | Let's Survive in the Woods!   | Kaare Andrews    | Kyle Mack                                                                  | 4. prosince 2016   | 6. prosince 2019  | 106       |
| 6            | 6         | Let's Get Our Robot Back!     | Eric Dean Seaton | George Strayton                                                            | 17. dubna 2017     | 9. prosince 2019  | 107       |
| 7            | 7         | Let's Get the Big Bad!        | Zach Lipovsky    | Anupam Nigam                                                               | 18. dubna 2017     | 10. prosince 2019 | 108       |
| 8            | 8         | Let's Deal with Our Stuff!    | Eric Dean Seaton | Steve Marmel                                                               | 19. dubna 2017     | 11. prosince 2019 | 109       |
| 9            | 9         | Let's Get Some Answers!       | Zach Lipovsky    | Erik Trueheart & Sib Ventress                                              | 20. dubna 2017     | 12. prosince 2019 | 110       |
| 10           | 10        | Let's Go Clubbing!            | Emile Levisetti  | námět: Steve Marmel scénář: Erik Trueheart & Sib Ventress and Steve Marmel | 24. dubna 2017     | 13. prosince 2019 | 114       |
| 11           | 11        | Let's Get Leo!                | Adam Stein       | Lisa Muse Bryant                                                           | 25. dubna 2017     | 16. prosince 2019 | 111       |
| 12           | 12        | Let's Dig Deep!               | Adam Stein       | George Strayton                                                            | 26. dubna 2017     | 17. prosince 2019 | 112       |
| 13           | 13        | Let's Destroy Some Ooze!      | Emile Levisetti  | Brusta Brown & John Mitchell Todd                                          | 27. dubna 2017     | 18. prosince 2019 | 113       |
| 14           | 14        | Let's End This! Part One      | Zach Lipovsky    | Anupam Nigam                                                               | 1. května 2017     | 19. prosince 2019 | 115       |
| 15           | 15        | Let's End This! Part Two      | Zach Lipovsky    | Steve Marmel                                                               | 1. května 2017     | 20. prosince 2019 | 116       |

### Druhá řada (2017-2018)
| Č. v seriálu | Č. v řadě | Původní název                 | Režie            | Scénář                            | Premiéra v USA    | Premiéra v ČR  | Prod. kód |
| ------------ | --------- | ----------------------------- | ---------------- | --------------------------------- | ----------------- | -------------- | --------- |
| 16           | 1         | Versus The New Evil           | Zach Lipovsky    | Steve Marmel & Anupam Nigam       | 9. září 2017      | 6. ledna 2020  | 201       |
| 17           | 2         | Versus The Deep               | Zach Lipovsky    | George Strayton                   | 9. září 2017      | 7. ledna 2020  | 202       |
| 18           | 3         | Versus The Outbreak           | Eric Dean Seaton | Steve Marmel & Anupam Nigam       | 9. září 2017      | 8. ledna 2020  | 203       |
| 19           | 4         | Versus Harper's Ghost         | Eric Dean Seaton | Steve Marmel & Anupam Nigam       | 9. září 2017      | 9. ledna 2020  | 204       |
| 20           | 5         | Versus The Mountain           | Jem Garrard      | Sib Ventress                      | 9. září 2017      | 10. ledna 2020 | 205       |
| 21           | 6         | Versus The Dark Night         | Jem Garrard      | Kyle Mack                         | 4. listopadu 2017 | 13. ledna 2020 | 206       |
| 22           | 7         | Versus The Tech Army          | Zach Lipovsky    | Amy-Jo Perry                      | 4. listopadu 2017 | 14. ledna 2020 | 207       |
| 23           | 8         | Versus Traeger                | Zach Lipovsky    | Steve Marmel                      | 4. listopadu 2017 | 15. ledna 2020 | 208       |
| 24           | 9         | Versus Velocity and Veracity  | Adam Stein       | Anupam Nigam                      | 4. listopadu 2017 | 16. ledna 2020 | 209       |
| 25           | 10        | Versus The Arctic             | Adam Stein       | Steve Marmel & Anupam Nigam       | 4. listopadu 2017 | 17. ledna 2020 | 210       |
| 26           | 11        | Versus The Wolves at the Door | Eric Dean Seaton | Kyle Mack                         | 25. března 2018   | 20. ledna 2020 | 211       |
| 27           | 12        | Versus The Thirty             | Eric Dean Seaton | Brusta Brown & John Mitchell Todd | 1. dubna 2018     | 21. ledna 2020 | 212       |
| 28           | 13        | Versus Miami                  | Zach Lipovsky    | Eric Trueheart                    | 8. dubna 2018     | 22. ledna 2020 | 213       |
| 29           | 14        | Versus The X-Weapon           | Zach Lipovsky    | George Strayton                   | 15. dubna 2018    | 23. ledna 2020 | 214       |
| 30           | 15        | Versus Sabotage               | Adam Stein       | Leah Folta & Mary Iacono          | 22. dubna 2018    | 24. ledna 2020 | 215       |
| 31           | 16        | Versus The Monster Within!    | Adam Stein       | Steve Marmel & Anupam Nigam       | 23. července 2018 | 27. ledna 2020 | 216       |
| 32           | 17        | Versus The Betrayal           | Jem Garrard      | Kyle Mack                         | 30. července 2018 | 28. ledna 2020 | 217       |
| 33           | 18        | Versus Harris                 | Jem Garrard      | George Strayton                   | 6. srpna 2018     | 29. ledna 2020 | 218       |
| 34           | 19        | Versus The Infected           | Nimisha Mukerji  | Amy-Jo Perry                      | 13. srpna 2018    | 30. ledna 2020 | 219       |
| 35           | 20        | Versus The End                | Zach Lipovsky    | Anupam Nigam and Steve Marmel     | 20. srpna 2018    | 31. ledna 2020 | 220-221   |